# Закаріньє
Зака́ріньє (рос. Закаринье) — село у складі Слободського району Кіровської області, Росія. Адміністративний центр Закарінського сільського поселення.
Населення становить 306 осіб (2010, 412 у 2002).
Національний склад станом на 2002 рік — росіяни 90 %.